# PrEP

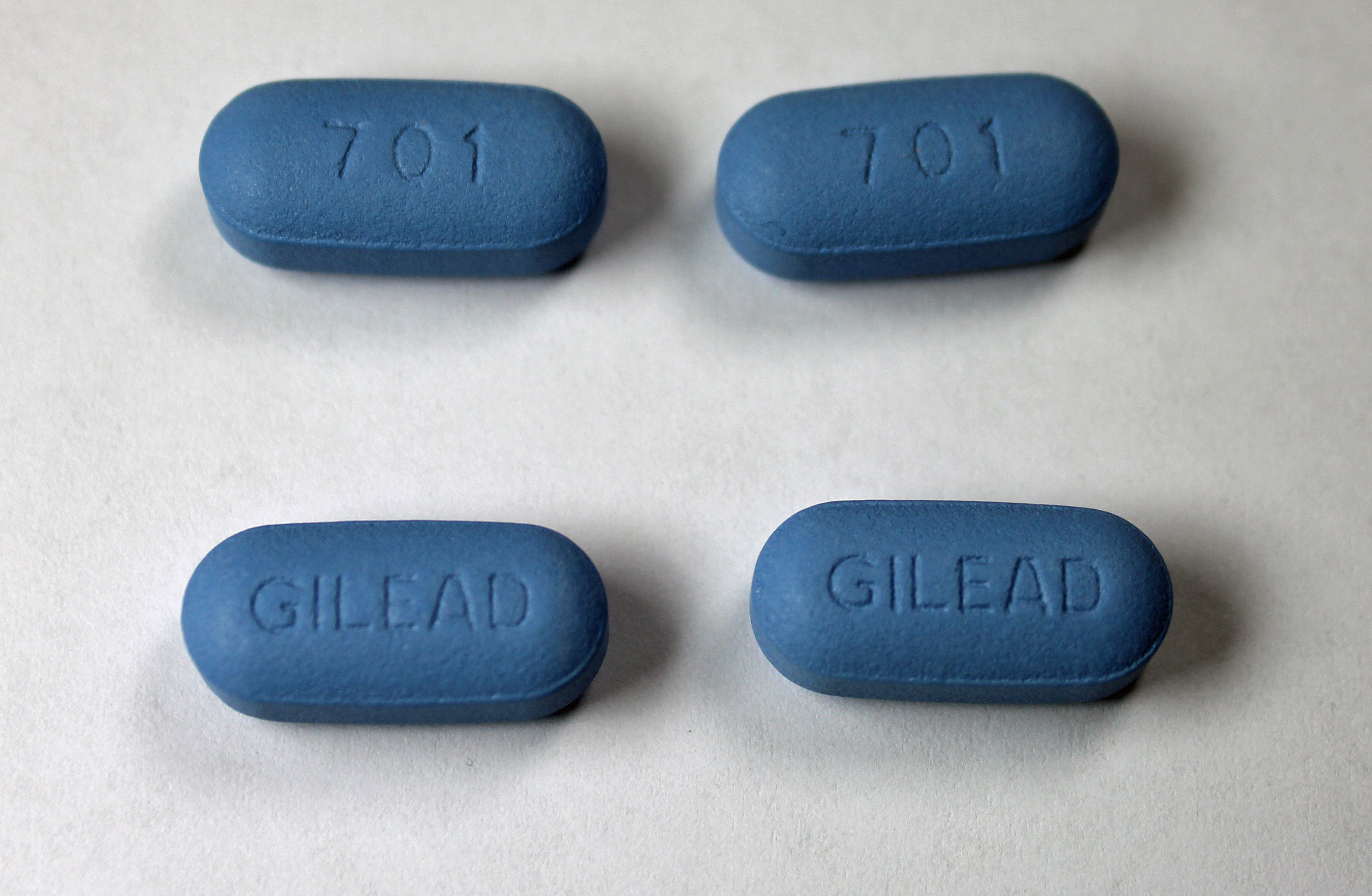
Tabletten Truvada, het middel dat voor PrEP wordt gebruikt

Legenda (per augustus 2017):
Goedgekeurd
Goedgekeurd voor off-label use
Voortgaande en geplande evaluatieprojecten
Afgeronde evaluatieprojecten
Geen geplande evaluatieprojecten
Geen gegevens
- N.B.:In het Verenigd Koninkrijk was Schotland het enige land dat het gebruik van PrEP had goedgekeurd

Pre-expositie profylaxe (PrEP) (pre-exposure prophylaxis) is het gebruik van hiv-remmers om een hiv-infectie te voorkomen. De naam verwijst naar preventie (profylaxe) vóór blootstelling aan een mogelijk risico (pre-expositie). Deze preventiemethode is bedoeld voor mensen die geen hiv hebben, maar wel een verhoogd risico lopen.
De effectiviteit van PrEP is bijzonder hoog; studies tonen aan dat het bij consistent gebruik het risico op hiv-overdracht met meer dan 99% vermindert. PrEP is niet te verwarren met PEP (Post-Expositie Profylaxe), dat wordt ingezet om de kans op infectie te verkleinen nádat men risico heeft gelopen.

## Middel
Het enige middel dat was toegelaten voor gebruik als PrEP is de combinatie van de hiv-remmers tenofovir disoproxil en emtricitabine, in de Westerse wereld op de markt als combinatietablet met de merknaam Truvada (Gilead Sciences). De Verenigde Staten waren in 2012 het eerste land waar PrEP als preventiemethode werd toegelaten. Begin 2016 was PrEP bovendien beschikbaar in Frankrijk, Kenia en Zuid-Afrika. Zowel in Nederland als in België startten in 2015 implementatieprojecten voor PrEP, gericht op hoogrisicogroepen. Sinds 1 juni 2017 wordt het medicijn in België terugbetaald door de verplichte ziekteverzekering.
In Nederland wordt PrEP binnen een onderzoeksproject voor een periode van vijf jaar verstrekt aan de hoogrisicogroep van mannen die seks hebben met mannen. Er nemen 8500 mannen aan deel (het gestelde maximum), waarmee 250 hiv-infecties per jaar worden voorkomen. Daarnaast staan er 3000 op een wachtlijst. De gebruikers betalen een eigen bijdrage van maximaal 25%, ongeveer € 12 per maand. Onderzocht wordt wat het effect van PrEP is in Nederland.
Ondanks de nog beperkte beschikbaarheid van PrEP wereldwijd is de WHO een groot voorstander van het uitrollen van deze preventiemethode. In november 2015 breidde de WHO haar aanbeveling voor de toepassing van PrEP onder risicogroepen andermaal uit. Ook het Amerikaanse CDC pleit sterk voor een bredere toepassing van PrEP om de hiv-epidemie in te dammen.
In augustus 2025 kwam de versnelde goedkeuring voor de halfjaarlijkse profylaxe met subcutaan lenacapavir.

## Methode
De meest toegepaste (en meest onderzochte) wijze om PrEP te gebruiken is dagelijkse inname. Gebruik bij behoefte, dat wil zeggen volgens een vast schema direct voor en een paar dagen na een risicomoment blijkt echter ook effectief te zijn. PrEP wordt uitsluitend verstrekt op voorschrift van en onder begeleiding van een arts. Vast onderdeel van deze begeleiding zijn een hiv-test vooraf, en een driemaandelijks onderzoek tijdens het gebruik. Bij dit onderzoek horen tests op soa's en hiv, en monitoring van mogelijke bijwerkingen. Aangezien PrEP weliswaar uitstekende bescherming tegen hiv biedt, maar niet tegen andere soa's, adviseren de meeste gezondheidsorganisaties PrEP te combineren met condoomgebruik.
PrEP hoeft (in tegenstelling tot middelen om een hiv-infectie te behandelen) niet voor het leven gebruikt te worden. Een persoon kan ervoor kiezen PrEP te gebruiken in een levensfase met verhoogd risico, en het gebruik zonder problemen stoppen op het moment dat hij of zij het niet meer nodig acht.

## Effectiviteit
De effectiviteit van PrEP in het voorkomen van hiv-infecties is onomstreden. Toch laten verschillende onderzoeken wisselende resultaten zien als het gaat om het verminderen van het aantal infecties. Deze verschillen zijn toe te schrijven aan de mate waarin deelnemers aan de studies het middel daadwerkelijk en volgens voorschrift gebruikten. Therapietrouw is doorslaggevend bij het succes van PrEP. Als een deel van de groep die het middel krijgt het niet consistent of zelfs helemaal niet gebruikt, neemt het risicoverminderende effect op de totale studiegroep af.
In de publicatie van onderzoeken wordt altijd het effect van de inzet van het middel op de totale groep vermeld. Zo kwamen twee Europese PrEP-studies begin 2015 beide tot een totale vermindering van het aantal hiv-infecties van 86%, terwijl er geen enkel nieuw geval van hiv werd vastgesteld bij personen met een goede therapietrouw. Een in San Francisco uitgevoerd onderzoek in de klinische praktijk vond eind 2015 geen enkele nieuwe hiv-infectie onder PrEP-gebruikers.